# Trattato dei tre impostori
Con il titolo Trattato dei tre impostori (che sarebbero Mosè, Gesù e Maometto) sono note in italiano tre diverse opere:
- Un trattato latino De tribus impostoribus. L'effettiva esistenza di quest'opera, nonostante sia stata affermata molte volte e fosse data per certa fin dal XIII secolo, non è mai stata dimostrata, e in ogni caso non ne è giunta alcuna copia. Gli autori del trattato - scandaloso in quanto in esso si sarebbero qualificati impostori i fondatori di tre grandi religioni, Mosè, Gesù e Maometto - furono nel tempo variamente identificati in Averroè, Federico II, Pier della Vigna, Poggio Bracciolini, Erasmo da Rotterdam, Pietro Aretino, Guillaume Postel, Michele Serveto, Jean Bodin, Bernardino Ochino, Girolamo Cardano, Pietro Pomponazzi, Giordano Bruno, Tommaso Campanella, Giulio Cesare Vanini, Baruch Spinoza e altri ancora.
- Un secondo trattato latino, ancora intitolato De tribus impostoribus, anonimo, scritto intorno al 1688 e stampato a Vienna nel 1753.
- Un terzo trattato intitolato La Vie et l'Esprit de Mr Benoît de Spinosa, pubblicato per la prima volta, anonimo e in francese, a L'Aia nel 1719; solo le successive edizioni assunsero il titolo di Traité des trois imposteurs. Diverse versioni di questo testo sarebbero circolate manoscritte anche precedentemente. Il nuovo titolo fu palesemente esemplato sull'opera in latino del 1688, che è però di diverso contenuto.

## Le origini leggendarie del trattato
L'idea che fondatori e predicatori di religioni possano essere degli impostori si trova testimoniata nella storia più antica. Erodoto racconta del trace Zalmoxis che si fece credere immortale nascondendosi per tre anni, facendo credere di essere morto, per poi riapparire ai suoi fedeli come se fosse risorto, e raccontando di aver vissuto un'altra vita in un luogo favoloso dove aveva goduto di ogni felicità. Secondo Tito Livio, il re Numa Pompilio fingeva di avere convegni con una ninfa che gli consigliava quali culti introdurre in Roma, allo scopo di ispirare il timore degli dei a un popolo rozzo e ignorante. Noto è lo scetticismo religioso di sofisti ed epicurei, e naturalmente per i cristiani le divinità elleniche sono false e i miti pagani delle favole ridicole o immorali.
Luciano di Samosata si fa beffe di tutti i narratori di miti, mentre per il pagano Celso Mosè e Gesù sono dei maghi che ingannarono un popolino ignorante; non diversa è l'opinione dell'imperatore Giuliano, per il quale Mosè e Gesù hanno tradito la vera religione. Anche per gli ebrei Gesù è un impostore che si è spacciato per l'atteso messia, e Maimonide accomuna Maometto a Gesù. Mentre gli islamici considerano Mosè e Gesù profeti autorevoli, per quanto inferiori a Maometto, per i cristiani Maometto, pur generalmente mal conosciuto, è senz'altro un impostore, quando non un eretico.
L'opinione che tutti i fondatori delle tre grandi religioni siano degli impostori appare nel X secolo. Narra intorno al 1260 il domenicano Thomas de Cantimpré (1201-1272) che il maestro di teologia nell'Università di Parigi Simon de Tournai (1130-1201) avrebbe un giorno pronunciato «esecrabili parole di bestemmia contro Cristo: tre personaggi - disse - hanno soggiogato il mondo con le loro sette e i loro insegnamenti: Mosè, Gesù e Maometto. Mosè ingannò gli ebrei, Gesù i cristiani e Maometto i gentili». L'accusa di impostura rivolta ai tre profeti era del resto più antica: in testi della setta islamica dissidente dei carmati sono presenti analoghe affermazioni, risalenti al X e all'XI secolo. Attribuita ad Abu Tahir al-Jannabi (906-944) è l'opinione che «in questo mondo tre individui hanno corrotto gli uomini: un pastore, un medico e un cammelliere. Ma il cammelliere è l'illusionista, è il mago peggiore dei tre», dove il pastore è Mosè, il medico è Gesù e il cammelliere è Maometto.
È proprio negli ambienti musulmani che sembra essersi originariamente diffusa la tesi dell'impostura dei tre profeti. L'agostiniano Egidio Romano (1243-1316) accusa Averroè di ritenere «la religione dei cristiani non credibile a causa del mistero dell'eucaristia. Definiva quella degli ebrei una religione per bambini, a causa dei precetti e delle obbligazioni legali. Dichiarava poi che la religione dei musulmani, incentrata sul soddisfacimento dei sensi, era una religione da maiali». In realtà Averroè non sostenne nulla del genere, ma l'opinione di Egidio era ben condivisa, così che anche Benvenuto da Imola, commentando Dante intorno al 1380, si duole che l'autore «mette Averroe senza pena, che fra le altre empietà disse che tre furono i celebri impostori del mondo - Cristo, Mosè e Maometto - e che Cristo, perché giovane ed ignorante, fu crocefisso», i pittori giotteschi lo mettono all'inferno negli affreschi del Camposanto di Pisa, mentre Petrarca se la prende con gli averroisti che «deridono Cristo e adorano Aristotele».
La maggiore risonanza al tema dei tre impostori fu data dall'enciclica Ascendit de mari di Gregorio IX, del 1º luglio 1239, nella quale l'imperatore Federico II viene accusato di aver «affermato apertamente che, per usare le sue parole, il mondo intero è stato ingannato da tre impostori, Gesù Cristo, Mosè e Maometto, due dei quali sono morti in gloria, mentre Gesù è però morto in croce. E ha avuto l'ardire di sostenere a voce alta, o piuttosto di mentire, che è follia credere che una vergine abbia partorito il Dio creatore della natura e di tutte le cose».
Questa accusa, che il papa non documenta ma che è ugualmente difficile dimostrare falsa, anche perché il sovrano amava circondarsi di dotti arabi ed ebrei, come del resto faceva il quasi contemporaneo Alfonso X, finisce con il coinvolgere il segretario particolare dell'imperatore, Pier della Vigna, il quale avrebbe composto su ordine di Federico un trattato De tribus impostoribus che nessuno conosce ma della cui esistenza pochi sembrano dubitare. Ancora nel 1756 Prosper Marchand ritiene verosimile che Pier delle Vigne abbia scritto quel libro, il cui manoscritto - sostiene - si trovava, ma fu rubato, in una biblioteca di Monaco. Il fatto poi di essere stato elogiato come «uomo saggio e dotto» da uno scettico anticlericale come Poggio Bracciolini non può che rafforzare un tale sospetto.
Non sfugge al sospetto nemmeno il Boccaccio, la cui novella dei tre anelli mette sullo stesso piano le tre fedi: «delle tre Leggi alli tre popoli date da Dio Padre [...] ciascun la sua eredità, la sua vera Legge ed i suoi comandamenti dirittamente si crede avere e fare, ma chi se l'abbia, come degli anelli, ancora ne pende la quistione». E in un'altra novella Boccaccio irride le mistificazioni delle false reliquie.

## Sviluppo della leggenda

### Il Cinquecento
Nel Cinquecento, questo fantomatico libro è ancora sconosciuto, e tuttavia se ne cerca l'autore. La riscoperta e la valorizzazione dell'antichità classica, con i suoi scrittori e i suoi miti, la passione per l'alchimia, la maggiore libertà dei costumi, lo scontro religioso in atto all'interno del cristianesimo, tutto alimenta l'interesse per quanto appare eterodosso e proibito, un interesse favorito dalla crescita del mercato librario e dalla conseguente più rapida circolazione delle idee. Un autore più che licenzioso come Pietro Aretino non può sfuggire all'accusa che gli rivolge nel 1623 il frate Marin Mersenne, il quale non ha mai visto il De tribus impostoribus ma crede sulla parola di un amico che dice di aver letto il libro rintracciandovi lo stile dell'Aretino, il quale peraltro non scrisse mai in latino. Sulla scorta del Mersenne vanno lo Spizel, il Tentzel e altri ancora.
Nella sua riflessione sulla politica, Machiavelli aveva individuato nella religione un potente fattore di conservazione del potere. Nei Discorsi sopra la prima Deca di Tito Livio egli scrive che «come la osservanza del culto divino è cagione della grandezza delle repubbliche, così il dispregio di quello è cagione della rovine di esse», tanto che «mai fu alcuno ordinatore di leggi straordinarie in uno popolo che non ricorresse a Dio, perché altrimenti non sarebbero accettate». Un saggio principe deve favorire tutto ciò che serve a mantenere la religione, anche se fosse falso, poiché così si mantiene e si rafforza anche lo Stato. Mosè e Maometto furono particolarmente abili a condurre al successo i loro popoli, rendendoli guerrieri con la forza della convinzione religiosa, diversamente da Gesù, che certo non fu un capo di Stato e la cui predicazione ha creato una religione che ha infiacchito gli uomini. Ad ogni modo, le religioni e gli Stati sono destinati a morire, come muoiono tutte le cose, a meno che non si rinnovino. Così è accaduto per la religione dell'antica Roma, che decadde con la decadenza della città, e quando la falsità di quella religione «fu scoperta ne' popoli, diventarono gli uomini increduli e atti a perturbare ogni ordine buono».
L'incredulità e l'ateismo sembrano essere uno dei mali del secolo. Lo storico protestante tedesco Johannes Sleidan denuncia nel 1563 il diffondersi dell'ateismo in Germania e gli fa eco in Francia il predicatore cattolico Melchior de Flavin, che pensa addirittura alla necessità di un fronte comune delle tre grandi religioni per fronteggiare l'avanzata del materialismo. Non è però indispensabile, secondo Thomas Browne, essere compiutamente atei per essere nemici delle religioni: secondo lui, Bernardino Ochino, «questo mostro d'uomo, questo segretario infernale che non era né ebreo, né cristiano, né musulmano, insomma l'autore dell'abominevole libro dei tre impostori, non era positivamente ateo». Tesi ripresa da Kenelm Digby, il quale dubita che l'Ochino, già generale dei cappuccini, fosse ateo: egli divenne «prima eretico, poi ebreo e dopo musulmano, e alla fine scrisse una furiosa invettiva contro quelli che chiamò i tre grandi impostori del mondo, il nostro salvatore Cristo, Mosè e Maometto».
Nel Cinquecento si afferma nell'Università di Padova una scuola che rivendica la corretta interpretazione del pensiero aristotelico riguardo al problema dell'anima: l'anima muore con il corpo, sostiene Pietro Pomponazzi, e chi afferma il contrario vuole tenere il popolo nel timore delle pene infernali: «il legislatore religioso [...] sancì l'immortalità dell'anima curandosi non della verità, ma soltanto della probità, con lo scopo di indurre l'uomo alla virtù». Quanto alle religioni positive, «quella di Cristo, di Mosé e di Maometto, o sono tutte false, e così tutto il mondo è ingannato, o lo sono soltanto due, e così è ingannata la maggior parte degli uomini».
Nella Ginevra calvinista furono giustiziati due personaggi che furono poi indicati come possibili autori dell'inesistente Trattato: sono Jacques Gruet e Michele Serveto. Del primo, condannato nel 1547 perché autore di un libello contro Calvino e i suoi collaboratori, si scoprirono due anni dopo altri scritti nei quali Gesù è definito, tra le altre cose, «balordo, bugiardo, pazzo, seduttore», e Mosè un inventore di favole, come i profeti venuti dopo di lui e tutti i padri della Chiesa, «come Girolamo, Ambrogio, Beda, Scoto, Tommaso d'Aquino e altri barbari che inventarono falsità». Michele Serveto, bruciato sul rogo nel 1553, viene accusato nel 1610 dal consigliere del Parlamento di Bordeaux e polemista cattolico Florimond de Raemond di essere l'autore del Trattato perché in fondo, secondo lui, mette sullo stesso piano Gesù Cristo con Maometto. Il de Raemond dice anche di aver visto, nella sua infanzia, una copia del libro nelle mani di Pietro Ramo e passare «di mano in mano tra i più dotti, desiderosi di vederlo».
Serveto era stato accusato di aver scritto «il detestabile Traité des trois imposteurs» anche da Guillaume Postel. Ma questi è a sua volta uno degli autori maggiormente indiziati: lo chiamano in causa Henri Estienne - che ricorda che egli dichiarò pubblicamente in piazza di Rialto, a Venezia, che «una buona religione dovrebbe essere composta da tre fedi, quella cristiana, la ebraica e la turca» - Pietro Ramo e Tommaso Campanella, questi ultimi due a loro volta indiziati del «misfatto».
Il secolo si conclude con il rogo di Giordano Bruno che era stato accusato, tra l'altro, di aver giudicato Mosè e Gesù dei maghi bugiardi; nel 1661 Johann Heinrich Ursin ripete ancora le parole che Caspar Schoppe aveva scritto all'indomani dell'esecuzione di Bruno: «i miracoli di Mosè erano il risultato della magia, arte nella quale egli superava gli egizi, le leggi che diede agli ebrei erano sue proprie e non di Dio, le Scritture erano favole», mentre nel 1711 Mathurin Veyssière de La Croze sostiene che nello Spaccio della bestia trionfante, «questo libro che fa orrore a tutte le persone perbene», Bruno faccia «paragoni abominevoli tra le favole dei poeti e le storie oggetto di fede nelle religioni subentrate al paganesimo. Il Vangelo è messo in ridicolo. Il nome di impostore è ripetuto più volte e applicato ai tre legislatori», Mosè, Maometto e Gesù.

### Il Seicento
Campanella, anche per sottrarsi a imbarazzanti sospetti, scrive l'Atheismus triumphatus, una condanna dell'ateismo che metterebbe in pericolo l'esistenza stessa degli Stati, e nel De gentilismo non retinendo individua nella Germania il paese di origine del De tribus impostoribus.
Finalmente, dall'attribuzione degli autori si passa alla ricerca del libro. Il consigliere di Cristina di Svezia, Johan Adler Salvius, nel 1635 contatta Baruch de Castro, un medico ebreo di Amburgo, appassionato di esoterismo, seguace di Sabbatai Zevi e autore del Flagellum Calumniantium, perché gli procuri una copia del Trattato. Sembra che il de Castro, che è diventato medico di Cristina, gliene consegni una nel 1652. Il Salvius muore quell'anno stesso e la regina Cristina di Svezia cerca di entrare in possesso del libro, ma egli l'avrebbe bruciato alla vigilia della morte. Anche dopo l'abdicazione Cristina continua a cercarne una copia, ma inutilmente.
Nel Seicento si dibatte sull'origine delle religioni. Secondo Hobbes il principale motivo è l'ignoranza delle vere cause delle cose: l'uomo si mette a fantasticare o a credere «all'autorità di altri uomini che ritiene suoi amici o persone più sagge di lui». Anche l'ignoranza del futuro genera paura, e «quando non si può vedere nulla, per la nostra buona o cattiva sorte non rimane che accusare un qualche potere o agente invisibile», che diventa così, nella mente umana, un essere reale e onnipotente, degno di venerazione. Esistono due specie di fondatori di religioni: quelli che hanno creato una religione secondo la propria fantasia, e quelli che hanno agito «secondo il comandamento e la direzione di Dio». Entrambi hanno dato leggi ai popoli, ma i primi, come Numa Pompilio e Maometto, sono impostori, mentre Mosé e Gesù hanno dato «precetti per coloro che si sono sottomessi come sudditi del regno di Dio».
Nel 1670 esce nei Paesi Bassi il Trattato teologico-politico di Spinoza, che quattro anni dopo viene proibito insieme al Leviatano di Hobbes perché blasfemo e ateo. Per Spinoza i preti cristiani, come i rabbini e gli imam, sono impostori che «rendono gli uomini bruti, poiché impediscono totalmente che ciascuno si avvalga del suo libero giudizio e distingua il vero dal falso», intanto che «spacciano le proprie finzioni per parola di Dio» per costringere il prossimo «a pensarla come loro». Ne approfittano i monarchi, che hanno tutto l'interesse a «ingannare gli uomini e a mascherare, con lo specioso nome di religione, la paura con la quale tenere a freno i sudditi».
Pur con diversi limiti, i Paesi Bassi sono il paese più libero d'Europa, e vi si trasferiscono decine di migliaia di calvinisti francesi, cui Luigi XIV ha reso intollerabile la vita in patria, specie dopo l'emanazione dell'editto di Fontainebleau nel 1685. Tra di essi è Pierre Bayle: anche per lui Maometto è un impostore «che si serviva della religione come espediente per accrescere se stesso». D'altra parte i suoi seguaci sono responsabili di molte favole che si raccontano sul fondatore dell'islamismo, un inconveniente accaduto anche alla nascita del cristianesimo.
Nei Paesi Bassi Bayle fonda nel 1684 le «Nouvelles de la République des Lettres», e il suo esempio è presto imitato. Compaiono altre riviste letterarie come il «Journal littéraire», la «Bibliothéque anglaise» e la «Bibliothèque germanique», e alla fine del secolo i Paesi Bassi sono il paese dove si stampano più libri di tutti gli altri paesi messi insieme. È naturale che qui venga finalmente stampato un Traité des trois imposteurs, ma questo libro viene preceduto da un De tribus impostoribus che vede la luce in Germania.

## Il «De tribus impostoribus»

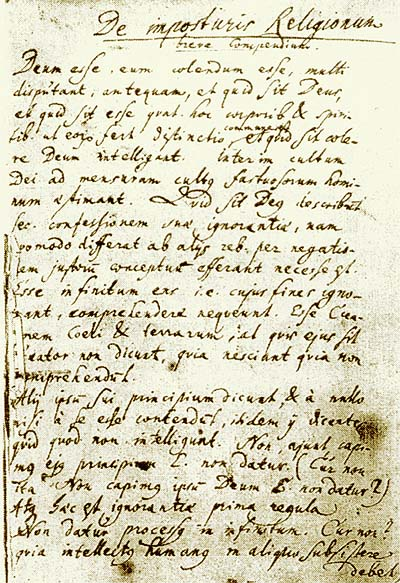
Prima pagina manoscritta del «De tribus impostoribus» di J. J. Müller

Nell'aprile del 1688 l'amburghese Johann Joachim Müller (1661-1733), nipote del teologo Johannes Müller (1598-1672) che fu autore di un Atheismus devictus, dopo aver assistito nell'Università di Kiel a una dissertazione del pastore protestante Johann Friedrich Mayer (1650-1712) sui Comitia taboritica a Christo, Mose et Elia celebrata, gli spedisce la copia di un manoscritto in suo possesso al quale ha aggiunto un'appendice: il manoscritto è in latino ed è intitolato De imposturis religionum breve compendium. Mayer concede a qualche suo amico di copiarlo e una copia perverrà anche a Peter Friedrich Arpe (1682-1740), un intellettuale tedesco che vive a Copenaghen, appassionato collezionista di libri rari e proibiti.
Arpe sa bene che è meglio non rendere noto di essere in possesso di uno scritto proibito, eppure a lui viene attribuita l'anonima Réponse à la dissertation de Monsieur de La Monnoye sur le Traité des trois imposteurs, pubblicata a Rotterdam nel 1716, dove si conferma, contro i dubbi espressi da Bernard de la Monnoye nella sua Menagiana, l'esistenza del Trattato. Del resto, quell'anno stesso il celebre Leibniz ha potuto vedere il famoso manoscritto in casa del figlio di Johann Mayer, che alla morte del padre ha deciso di vendere la biblioteca. Il manoscritto è formato da 14 fogli e di esso «non si può dire nulla di più esecrabile, di più empio e di più pericoloso» - scrive Leibniz al barone Georg Wilhelm von Hohendorf, aiutante di campo di Eugenio di Savoia. Il barone, che era alla ricerca dello scritto per conto del principe, lo acquista da Mayer, e il manoscritto finisce nella biblioteca di Eugenio. Da qui finirà nella Biblioteca nazionale di Vienna, dove è tuttora conservato.

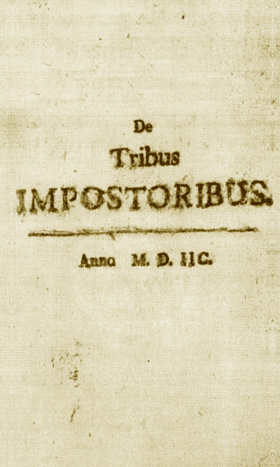
De tribus impostoribus, prima edizione, Vienna 1753

Poiché si sospetta che autore della Réponse e soprattutto del Trattato sia l'Arpe, questi è costretto a intervenire pubblicamente. Nella seconda edizione della sua Apologia pro Julio Caesare Vanino neapolitano nega di essere l'autore della Réponse ma ammette di possedere una copia del Trattato tratta dal manoscritto del Mayer. Il De tribus impostoribus - aggiunge - «è una miscellanea recente di Johann Joachim Müller, che l'ha scritta per difendere la propria posizione intellettuale in una disputa. Suo nonno aveva menzionato l'opera e non aveva negato di possederla, e Mayer, suo amico intimo, gliela chiedeva con insistenza».
Dunque il Müller è l'autore del Trattato: è possibile che egli si sia basato su uno o più scritti precedenti appartenuti a suo nonno, ma di questi, se mai sono esistiti, non vi è traccia. Il manoscritto del Müller viene stampato per la prima volta a Vienna nel 1753 dall'editore Straub con la data 1598. Non se ne conosce il motivo: fu forse per dare al libro una vernice antiquaria, apponendogli l'anno di nascita del teologo Johannes Müller.
Il De tribus impostoribus rileva che la stessa nozione di Dio è incerta per coloro che pure ne sostengono l'esistenza, i quali danno «la definizione di Dio ammettendo la loro ignoranza», senza comprendere «chi lo ha creato» o affermando «che è lui stesso il principio di sé», sostenendo così «una cosa che non capiscono. Dicono: non comprendiamo il suo inizio; dunque l'inizio non esiste». Avviene che la sua nozione sia «il limite di un'astrazione intellettuale», e venga definito a volte Natura, a volte Dio, avendone idee disparate: chi chiama Dio «la connessione delle cose», chi «un essere trascendente, perché non può essere visto né compreso».
Si sostiene poi che Dio sia amore, benché egli, in quanto creatore, abbia dotato l'uomo di una natura opposta alla sua, e lo abbia sottoposto «alla tentazione dell'albero, sapendo che avrebbe commesso una trasgressione fatale a se stesso e ai suoi discendenti». Per riscattare poi la colpa dell'uomo, Dio farà subire a suo figlio i peggiori tormenti: «nemmeno i barbari credono a storie così menzognere». Ci si deve chiedere allora perché mai bisognerebbe tributare un culto a Dio, regolato da un'istituzione religiosa, oltre tutto in considerazione del fatto che un essere perfetto non dovrebbe averne bisogno: «il bisogno di essere onorato è segno d'imperfezione e d'impotenza». In realtà, «ognuno comprende che è interesse dei governanti e dei potenti stabilire una religione per mitigare gli istinti violenti del popolo».
Si dice che la presenza di una coscienza morale sarebbe la prova che Dio ha dato all'uomo la nozione del bene e del male e conseguente timore della punizione, ma in realtà le cattive azioni alterano l'armonia sociale e chi le commette teme le sanzioni della società umana. È la ragione naturale a illuminare il comportamento morale dell'uomo: il resto è «un'invenzione dei nostri oziosi sacerdoti, che così accrescono considerevolmente il loro tenore di vita».
Nessuna religione è in grado di dimostrare né l'esistenza né la natura di un'essenza divina, anche se sempre vi è chi ha preteso di conoscerla: i pagani dell'antichità, il re Numa, Mosé, Maometto, i bramini indiani, i cinesi, ciascuno contraddicendo gli altri: «si credette che il giudaismo correggesse il paganesimo, il cristianesimo il giudaismo, Maometto entrambi, e si attende il correttore di Maometto e dell'islamismo». È allora naturale sospettare che i fondatori delle religioni siano tutti degli impostori. Del resto, ogni religione accusa tutte le altre di impostura e, in particolare nel cristianesimo, ogni setta cristiana «accusa l'altra di aver corrotto il testo del Nuovo Testamento». Occorrerebbe, poiché non è evidentemente possibile credere a ogni religione, non credere a nessuna, «finché non si sia trovata la vera religione».
Pertanto, per stabilire la verità di ogni singola religione, bisognerebbe esaminare con cura le affermazioni dei loro singoli fondatori: «non bisogna prendere affrettatamente per dogma o per testimonianza sicura quel che il primo che passa abbia asserito». Operazione molto difficile, che si può dubitare possa mai giungere a una conclusione effettiva.

## Il «Traité des trois imposteurs»

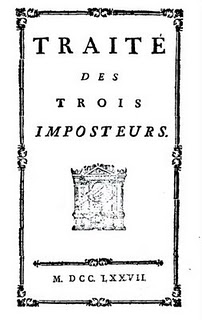
Trattato dei tre impostori, edizione del 1777

Nella sua nota, l'Arpe aveva fatto un'altra importante ammissione: aveva scritto di essere in possesso di un libro in francese su un analogo contenuto, dal titolo L'Esprit de Spinoza. Nella sua copia indicava in un appunto gli autori, che a suo giudizio erano Jean Rousset de Missy e Jan Vroesen. Il giornalista Jean Rousset de Missy sarebbe anche l'autore dell'anonima Réponse à la dissertation de Monsieur de La Monnoye sur le Traité des trois imposteurs, nella quale si confermava l'esistenza del Trattato. Nella Réponse egli afferma di aver tradotto dal latino in francese una copia manoscritta del De tribus impostoribus fornitagli da un tedesco: questa copia sarebbe il manoscritto del Müller ora di proprietà del principe Eugenio di Savoia.
Nel 1719 appare a L'Aia un libro in francese, senza indicazione dell'autore e dell'editore, dal titolo La Vie et l'Esprit de Mr Benoît de Spinosa (La vita e lo spirito del signor Benedetto Spinoza). Nel titolo non si accenna ad impostori, non è una traduzione del De tribus impostoribus, il suo contenuto è diverso ed è svolto in modo più ampio e articolato: è presente una biografia di Spinoza - la Vie - cui segue l'Esprit, che nelle successive edizioni sarà pubblicato separatamente con il titolo Traité des trois imposteurs. Di questa prima edizione restano solo quattro esemplari, in uno dei quali un anonimo lettore attribuisce la Vita di Spinoza a un seguace del filosofo, il medico ugonotto Jean Maximilien Lucas (1636-1679) emigrato nei Paesi Bassi, e cita la Bibliographie instructive (1763) di Guillaume François De Bure (1731-1782), secondo il quale La Vie et l'Esprit de Mr Benoît de Spinosa sarebbe già stata stampata nei Paesi Bassi nel 1712. Di quest'ultima presunta edizione non vi è traccia.
È l'erudito francese Prosper Marchand (1675-1756) a fornire la prima ricostruzione della genesi del libro nella voce Impostoribus (Liber de tribus) del suo Dictionnaiere historique pubblicato postumo nel 1758. Gli editori sono Charles Levier e Thomas Johnson, mentre l'autore è Jan Vroesen (o Vroese), come già aveva indicato Peter Friedrich Arpe. Lo conferma anche una nota anonima vergata nel 1737 su una copia del Trattato: Jan Vroese è il vero autore del manoscritto, Jean Aymon e Jean Rousset de Missy hanno corretto il testo e infine il Rousset «vi ha aggiunto una dissertazione sui tre impostori».
Marchand fu informato nel 1737 dal libraio Caspar Fritsch che, per pubblicare il libro, l'editore Levier copiò nel 1711 il manoscritto di Vroesen o una sua copia appartenente al bibliofilo inglese, quacchero emigrato nei Paesi Bassi, Benjamin Furly (1636-1714) e poi lui e Johnson - aggiunge Marchand - «vi aggiunsero considerazioni empie e riferimenti storici, tra cui uno abbastanza importante su Numa Pompilio [...] e, tra i capitoli III e IV del loro manoscritto, ne inserirono altri sei composti con frammenti delle Trois Veritez, della Sagesse di Pierre Charron e delle Considérations politiques sur les coups d'état di Gabriel Naudé». Vi si trovano anche frasi dell'Etica e del Tractatus Theologico-Politicus di Spinoza, del Leviathan di Thomas Hobbes, del De Arcanis di Giulio Cesare Vanini, della Vertu des Payens di François de La Mothe Le Vayer, del Contra Celsum di Origene, dei Discours anatomiques di Guillaume Lamy.
Nel 1721 fu ristampato da Michel Böhm a Rotterdam, ma con la falsa indicazione di Francoforte sul Meno, il solo Esprit con il titolo di Traité des trois imposteurs, un'edizione molto limitata della quale non si è conservata nessuna copia. Marchand riferisce che poco prima di morire, nel 1734, Levier ordinò di distruggere le copie rimaste invendute dell'edizione del 1719. Non è chiaro se la decisione fu dovuta a scrupoli di coscienza o alla intenzione di far salire artificialmente il prezzo, già molto alto, delle copie in circolazione: ad ogni modo, «gli eredi mi consegnarono trecento esemplari di quell'edizione che, in base alle loro intenzioni, sono state date tutti alle fiamme». Nel 1735 fu ripubblicata da Henry Kunrath, editore di Amburgo, la sola Vie de Spinoza.
Il Trattato si apre con la dichiarazione di principio secondo la quale «la retta ragione è la sola luce che l'uomo deve seguire», mentre coloro che si vantavano «di ricevere direttamente da Dio tutto ciò che annunciavano al popolo», hanno detto cose così oscure e disordinate da «rendere manifesto che loro stessi non si capivano, essendo molto ignoranti». Lo dimostra la Bibbia, un libro senza «ordine né metodo, che nessuno capisce tanto è confuso e mal concepito», pieno di «favole ridicole» e di «racconti puerili», e tuttavia, «più queste insulsaggini si contraddicono e offendono il buon senso, più il volgo le considera con rispetto».
L'ignoranza delle cause fisiche ha generato negli uomini l'idea dell'esistenza di un essere superiore che li nutra, li conservi e faccia ogni cosa per loro e, reciprocamente, che essi siano fatti per Dio. Parallela a questa opinione, è quella secondo la quale la natura sia a disposizione degli esseri umani, i quali hanno l'abitudine «di riferire tutte le cose del mondo al proprio interesse, e di giudicare il loro valore in base al tornaconto che riescono a trarre [...] chiamando bene tutto ciò che volge a loro vantaggio».
Il Trattato dà anche una definizione di Dio: «è un Essere assolutamente infinito, di cui uno degli attributi è quello di essere una sostanza eterna e infinita», è «un essere semplice, o un'estensione infinita, che assomiglia a ciò che contiene, cioè a dire è materiale, senza essere tuttavia né giusto, né misericordioso, né geloso, né niente di ciò che ci si immagina, e che, di conseguenza, non è né vendicatore, né rimuneratore». In sostanza, il concetto di Dio coincide con quello dell'Universo e al resto non bisogna credere: «né al cielo, né all'inferno, né all'anima, né agli dèi, né ai diavoli [...] tutte quelle parolone sono state inventate soltanto per accecare o per intimidire il popolo».
La nascita della religione è il risultato della paura dell'esistenza di dèi e di esseri invisibili. Temendo una loro azione negativa, gli uomini «innalzarono altari a questi esseri immaginari. E rinunciando ai lumi della natura e della ragione, che sono la sorgente della vera vita, si legarono con vuote cerimonie e con un culto superstizioso ai fantasmi dell'immaginazione». La religione si accompagna all'istituzione di una classe di sacerdoti e da questi si origina l'impostura: «gli onori e i redditi ingenti legati al sacerdozio [...] lusingarono l'ambizione e l'avarizia dei furbi che approfittarono della stupidità dei popoli e parteciparono in modo tale della loro debolezza, che insensibilmente è invalsa la dolce abitudine di incensare la menzogna e di odiare la verità». Benché ogni religione sia in polemica con tutte le altre e i fedeli dell'una disprezzino quelli dell'altra, esse hanno molti elementi comuni: «tutte trovano e forniscono miracoli, prodigi, oracoli, misteri sacri, finti profeti, feste, certi articoli di fede necessari alla salvezza». Tutte pretendono di essere originate «per ispirazione divina, direttamente dal cielo».
I politici hanno usato e usano la religione per raggiungere i propri fini: Savonarola pretendeva di essere ispirato da Dio, Giovanna d'Arco di avere visioni, false profezie furono inventate da Carlo Magno e da Maometto II per vincere battaglie, come da Cortés e da Pizarro per ingannare gli indios: grazie alla religione si apre «un'ampia strada ai politici per ingannare e sedurre la stolta plebaglia». Con la loro eloquenza e con argomentazioni religiose Pietro l'Eremita e Bernardo di Chiaravalle hanno bandito crociate, e con il pretesto della religione si è giustificato «ciò che nessun altro pretesto avrebbe potuto rendere valido e legittimo».
Ma i maggiori impostori sono proprio i fondatori delle religioni. Mosè, un mago nipote di un altro grande mago, divenne il capo degli Ebrei, a loro «fece credere che Dio gli era apparso; che per ordine suo assumeva la loro guida [...] che sarebbero diventati il suo popolo prediletto [...] purché facessero ciò che lui avrebbe detto per conto di Dio». E per rendere credibile quanto sosteneva, Mosè «operò in loro presenza astuti prodigi che essi scambiarono per miracoli».
Gesù fu un impostore come Mosè, ma usò altri argomenti. Mentre Mosè prometteva beni terreni in cambio dell'osservanza della sua legge, «Gesù Cristo fece sperare in benefici eterni» e introdusse leggi che attingono la sfera interiore e che contraddicono quelle di Mosè. Per essere convincente, anche lui fece ricorso a presunti miracoli, «che da sempre sono lo scoglio cui si aggrappano gli ignoranti e sono il rifugio degli ambiziosi», evitando la presenza degli increduli e delle persone colte. Per questo stesso motivo, non scelse come adepti «uomini di dottrina e filosofi. Sapeva che la sua legge era opposta al buon senso, e per questo inveì contro i saggi, escludendoli dal suo regno, ammettendovi solo i poveri di spirito, i semplici e gli imbecilli».
Gesù ebbe anche la scaltrezza di qualificare d'impostore chiunque altro avesse preteso di essere il Messia, dannandolo come «grande nemico di Dio, delizia del demonio, sentina di tutti i vizi e desolazione del mondo». Però fallì e fu crocifisso, ma i suoi discepoli, non meno astuti di lui, facendo sparire il suo corpo, misero in giro la voce della sua risurrezione, lo trasformarono in Dio e concepirono la sua morte come redenzione dell'umanità.
La dottrina morale cristiana predica principî impossibili da seguire, e infatti gli uomini di chiesa sono i primi a non osservarli: «venditori d'aria, di vento e di fumo [...] sembrano aver studiato solo per raggiungere una posizione che assicuri loro il pane», una posizione di cui si gloriano ma che è soltanto «uno stato di superbia, di comodità, di orgoglio, di piacere». Diversamente da questi ipocriti, i saggi antichi, come Epitteto ed Epicuro, mettevano in pratica il principio di unire l'austerità e la frugalità del vivere alla giustizia e all'onestà del pensare.

## Edizioni italiane
Un'edizione italiana anonima è del 1889 (trad. di Giambattista De Mora, prefazione di Osvaldo Gnocchi-Viani), un'altra del 1970 (trad. di Carmelo Rosario Viola, presso l'editore La Fiaccola di Ragusa, dove il testo viene attribuito, secondo un'edizione milanese del 1798, a Paul Henri Thiry d'Holbach). La stessa edizione del secolo XVIII verrà stampata, a cura di Luciano Guerci, dalle Edizioni dell'Orso di Alessandria (1996). Ma nel frattempo c'è stata un'edizione milanese, a cura di Franz Brunetti (1981) e il ritrovamento (nel 1985) dell'ed. francese Levier e la sua traduzione italiana presso Einaudi (con il testo francese a fronte). Quindi nel 2006, con testo latino a fronte, l'edizione a cura di Germana Ernst.

### Edizioni italiane delTraité des trois imposteurs
- Trattato sui tre impostori, nota introduttiva di Franz Brunetti, Milano, Unicopli 1981 ISBN 88-7061-126-4
- Trattato dei tre impostori, a cura di Silvia Berti, prefazione di R. H. Popkin, Torino, Einaudi 1994 ISBN 88-06-11422-0
- Il celebre e raro trattato de' tre impostori (1798), a cura di Luciano Guerci, Alessandria, Edizioni dell'orso 1996 ISBN 88-7694-238-6
- Trattato dei tre impostori: Mosè, Gesù, Maometto, prefazione di Piergiorgio Odifreddi, traduzione di Martina Grassi, Prato, Piano B 2008 ISBN 978-88-6007-102-6

### Edizioni italiane delDe tribus impostoribus
- Anonimo, Tre impostori, il pamphlet scritto dal diavolo: De tribus impostoribus (testo latino a fronte), a cura di Luigi Alfinito, traduzione di Luigi Alfinito, Calabritto (AV), Mattia e Fortunato editori, 2004,  p. 87, ISBN 88-89451-00-9, SBN IEI0700003.
- Anonimo, I tre impostori: Mosè, Gesù, Maometto (testo latino a fronte), a cura di Germana Ernst, traduzione di Luigi Alfinito, 2ª ed., Napoli, La scuola Pitagorica, 2009  [2006],  p. 95, ISBN 978-88-89579-82-4, OCLC 799564513, SBN PAV0008455.